# 1531 Hartmut
1531 Hartmut је астероид главног астероидног појаса са средњом удаљеношћу од Сунца која износи 2,626 астрономских јединица (АЈ).
Апсолутна магнитуда астероида је 12,2.